# Russell R. Winterbotham
Pour les articles homonymes, voir Winterbotham.
Russell Robert Winterbotham, né le 1er août 1904 à Salina, au Kansas, et mort le 9 juin 1971 à Bay Village, dans l’Ohio, est un écrivain américain, romancier (policier et science-fiction) et scénariste de comic strip. Il a signé des œuvres sous les pseudonymes J. Harvey Bond, Franklin Hadley et Ted Addy.

## Biographie
Il suit des études à l'université du Kansas, puis devient journaliste pour plusieurs journaux.
Sous son nom et sous les pseudonymes J. Harvey Bond et Franklin Hadley, il publie des romans de science-fiction. Sous celui de Ted Addy, il écrit en 1962 Bière à la pression (The Dutch Schultz Story), l'histoire légèrement romancée de Dutch Schultz, mafieux américain ayant fait fortune dans le trafic d'alcool pendant la prohibition, qui fut assassiné par des tueurs commandités par Lucky Luciano.
Employé de la Newspaper Enterprise Association, il a travaillé sur les scénarios de nombreux comic strips d'aventure, tels Captain Easy ou Red Ryder.

## Œuvre

### Romans signés Russel Winterbotham
- Curious and Unusual Deaths, 1929
- Maximo, the Amazing Superman, 1940
- The Whispering, 1941
- Convoy Patrol: a thrilling story of the U.S. Navy , 1942
- Ray Land of the Tank Corps U.S.A. , 1942
- Chris Welkin - Planeteer, 1952
- The Red Planet, 1962
- The Space Egg, 1963
- The Men from Arcturus, 1963
- The Puppet Planet, 1964
- The Lord of Nardos, 1966

### Romans signés J. Harvey Bond
- Murder Isn't Funny, 1958
- Bye Bye, Baby!, 1958
- Kill Me With Kindness1959
- If Wishes Were Hearses, 1961
- The Other World, 1963

### Roman signé Ted Addy
- The Dutch Schultz Story, 1962
  - Bière à la pression, Série noire no 1114, 1967

### Roman signé Franklin Hadley
- Planet Big Zero, 1964

### Essai
- How Comic Strips are Made, 1946